# الصلالة (القفر)

تعديل مصدري - تعديل

الصلالة محلة تابعة لقرية مدحج العالي، التابعة لعزلة مدحجين بمديرية القفر إحدى مديريات محافظة إب في الجمهورية اليمنية، بلغ تعداد سكانها 21 حسب تعداد اليمن لعام 2004.